# Бывалый (эсминец)
«Бывалый» —эскадренный миноносец проекта 56 (кодовое обозначение НАТО — «Kotlin class destroyer»).

## История строительства
Зачислен в списки флота 3 сентября 1952 года. Заложен на ССЗ № 445 6 мая 1953 года (строительный № 1202), спущен на воду 31 марта 1954 года, флаг поднят 8 октября 1955 года, 21 декабря принят флотом, 4 января 1956 эсминец вступил в состав Черноморского флота.

## Служба
Эсминец «Бывалый» вместе с лёгким крейсером «Куйбышев» (на борту находился министр обороны СССР Г. К. Жуков) и эсминцем «Блестящий» с 8 по 10 октября 1957 года с дружественными и деловыми визитами посетил порт Задар (Югославия), а в период с 10 по 12 октября 1957 года порт Дубровник. 25 мая 1959 года «Бывалый» был переведён из состава Черноморского в состав 120-й БЭМ Северного флота. С 27 марта 1960 года на консервации. 5 июля 1961 года «Бывалый» принимал участие в оказании помощи аварийной атомной ПЛ К-19. С 20 ноября 1961 года эсминец был включён в состав Балтийского флота. С 23 июня 1962 года по 28 октября 1965 года на судоремонтном заводе в Таллине эсминец был модернизирован по проекту 56-ПЛО. 4 января 1968 года переведён обратно в состав Северного флота (7-я ОПЭСК).
Начиная со второй половины 1960-х годов эскадренный миноносец периодически привлекался к несению боевой службы: с 15 апреля по 30 мая 1966 года корабль совместно с эсминцем «Настойчивый» нёс боевую службу в Норвежском море и Северной Атлантике, следил за АУГ противника; в июне-сентябре 1971 года — в Средиземном море (с 9 по 14 августа эсминец посетил Алжир, а со 2 по 6 декабря 1971 — Касабланку (Марокко).
С 5 марта по 6 мая 1972 года и с 10 ноября 1973 по февраль 1974 года «Бывалый» обеспечивал советское военное присутствие в Гвинейском заливе с базированием в Конакри.
С 19 по 24 ноября 1972 участвовал в поисковых операциях в Норвежском море и Северной Атлантике (учения «Дуэт» и «Лагуна»), затем находился на учениях флота «Эльбрус» по поиску ПЛ. 21 января 1973 года корабль под командованием капитана 2 ранга Ю. Г. Ильиных, действуя самостоятельно, без разрешения управляющего им Командного пункта ВМФ перехватил катера с португальскими военными, убившими активного борца за независимость Португальской Гвинеи секретаря Африканской партии независимости Гвинеи и островов Зелёного мыса Амилкара Кабрала и освободил нескольких членов исполкома и ЦК этой партии, захваченных португальцами. 2 апреля 1973 года эсминец возвратился в Североморск.
В 1974 году во время нахождения корабля в доке в Севастополе произошло возгорание. С июня по декабрь 1974 года под командованием капитана 3-го ранга Яретенко корабль нёс боевую службу в Средиземном море и Атлантике с заходом в порты Алжира, Марокко (Касабланка)и Гвинеи (Конакри); с 18 ноября 1977 по март 1979 года прошёл средний ремонт на СРЗ «Севморзавод» в Севастополе; с июля по ноябрь 1979 года нёс боевую службу в Северной Атлантике. С 1 октября 1978 года «Бывалый» находился в составе 56-й БЭМ 7-й ОПЭСК. 1 июля 1982 года прибыл в Североморск для ремонта, 2 марта 1983 года выполнил на «отлично» минную постановку в ходе учения в составе разнородных сил и 15 августа переведён в состав 206-го дивизиона эсминцев.
17 июля 1988 исключён из списков ВМФ СССР, 1 октября расформирован. Разобран на металл в Мурманске на базе «Главвторчермета» в 1989 (по другим данным в 1991) году.

## Особенности конструкции
Корабль вступил в строй с обтекателями гребных валов и одним балансирным рулем. В ходе модернизации по проекту 56ПЛО на эсминце была заменена фок-мачта на новую, усиленной конструкции. Также были заменены: РЛС «Риф» на РЛС «Фут-Н» и «Якорь-М» на РЛС «Якорь-М2»; были усилены конструкции носовой надстройки и установлена РЛС «Дон» (с АП на фок-мачте). Во время проведения среднего ремонта (1977—1979 годы) РЛС «Нептун» была заменена на РЛС «Дон» (с АП на фок-мачте), а в районе носового автомата СМ-20-ЗИФ установили устройство для приёма грузов на ходу.

## Известные командиры
- октябрь 1957 — капитан 3 ранга В. Х. Саакян[1];
- январь 1973 — капитан 2 ранга Ю. Г. Ильиных[1];
- 1974 — капитан-лейтенант, капитан 3 ранга Н. И. Яретенко[уточнить];
- 1975—1982 — капитан 2 ранга В. Н. Замыслов[уточнить]

## Известные бортовые номера
В ходе службы эсминец сменил ряд следующих бортовых номеров:
- 1957 год — № 77[1];
- 1960 год — № 547[1];
- 1961 год — № 870[1];
- 1972 год — № 337[уточнить];
- 1973 год — № 299[1];
- 1982 год — № 438[уточнить].

## Интересные факты
Корабль снимался в роли немецкого эсминца в фильме «Командир счастливой «Щуки»».